# Theodor Roos

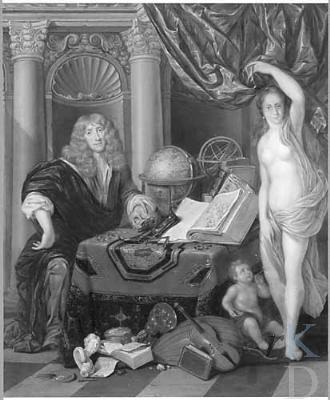
Theodor Roos, självporträtt med musa.

Theodor Roos, född 1638 i Wesel, död 1698, var en tysk målare, bror till Johann Heinrich Roos, farbror till Philipp Peter och Johann Melchior Roos. 
Roos, som var hovmålare i Stuttgart, är känd genom porträtt, historiska kompositioner och landskap. Dessutom känner man 40 raderingar av honom. 